# Hypogastrura barguzini
Hypogastrura barguzini är en urinsektsart som beskrevs av Babenko in Babenko, Chernova, Potapov och Sophya K. Stebaeva 1994. Hypogastrura barguzini ingår i släktet Hypogastrura och familjen Hypogastruridae. Inga underarter finns listade i Catalogue of Life.